# Bruno Moreira Silva
Bruno Moreira Silva (* 12. November 1989 in Goiânia) ist ein ehemaliger brasilianischer Fußballspieler.

## Karriere
Bruno spielte in seiner brasilianischen Heimat für den Tocantins FC und Ceilândia EC. 2011 unterschrieb er einen Vertrag beim japanischen Zweitligisten FC Gifu, bestritt 10 Zweitligaspiele und schoss dabei ein Tore. Sommer 2012 wechselte er zum Viertligisten FC Suzuka Rampole.